# Corrupção na Argélia
Corrupção na Argélia é considerada um problema sério. A Argélia há muito tempo enfrenta uma corrupção profundamente enraizada, afetando setores como política, negócios e serviços públicos. Em 2023, o país ficou em 104º lugar entre 180 territórios no Índice de Percepção da Corrupção de 2023 da Transparency International, destacando a natureza generalizada do problema. Incidentes recentes de corrupção envolveram altos funcionários do governo, especialmente no setor de energia. Como membro da OPEP, a Argélia depende fortemente de suas substanciais reservas de petróleo, que são consideradas as segundas maiores da África. O país também fornece 15% das necessidades de gás natural da Europa.

## Casos de corrupção
Em 2015, um dos escândalos de corrupção mais controversos na Argélia veio à tona, envolvendo a empresa estatal Sonatrach. A empresa é uma das maiores companhias de hidrocarbonetos do mundo, destacando seu papel na Argélia, já que o setor de petróleo e gás continua sendo a espinha dorsal da economia do país. O caso envolveu a controversa compra da refinaria de Augusta, na Itália, que custou 800 milhões de dólares, apesar de estar em estado de deterioração. A instalação também exigiu um investimento significativo para atender aos padrões ambientais europeus. Inicialmente, vários executivos da empresa foram acusados de corrupção e lavagem de dinheiro, incluindo o CEO e presidente Mohamed Meziane. O ex-CEO Abdelmounem Ould Kaddour também foi condenado e sentenciado a 15 anos de prisão.
A Sonatrach também foi acusada, em 2020, de fornecer combustível adulterado ao Líbano, o que envolveu vários inspetores libaneses em “corrupção, pagamento de subornos, fraude e abuso de confiança”. Esse escândalo específico é notável porque envolveu Farid Bedjaoui, um cidadão libanês notório por sua participação em vários casos de corrupção na Argélia, incluindo o desvio de até 15 milhões de dólares para associados e familiares de Chekib Khelil, ministro da energia argelino de 1999 a 2010. Khelil esteve na lista de procurados da Interpol em 2013 e 2019. Meziane e outros altos executivos da Sonatrach também foram colocados sob supervisão judicial em 2010, após serem acusados de corrupção na concessão de contratos. Quase toda a alta administração da empresa foi substituída quando as investigações começaram.
Outro caso de corrupção de grande destaque na Argélia foi o escândalo da Rodovia Leste-Oeste, que envolveu a construção de um grande projeto de infraestrutura: uma rodovia de 1.216 quilômetros que atravessa o país e liga Marrocos e Tunísia. De um orçamento inicial de 6 bilhões de dólares, o custo do projeto chegou a 17 bilhões de dólares devido à corrupção generalizada. Segundo relatos, até 5 bilhões de dólares em subornos foram pagos durante a construção. Quatorze pessoas foram condenadas por corrupção, desvio de fundos públicos e lavagem de dinheiro, incluindo altos funcionários do Ministério das Obras Públicas. O ex-ministro da Justiça e das Relações Exteriores Mohamed Bedjaoui também foi implicado.

## Impacto
O impacto da corrupção, especialmente no setor de energia, tem prejudicado o desenvolvimento econômico da Argélia, já que fundos destinados a projetos de desenvolvimento e serviços essenciais são desviados por meio de corrupção. Isso se tornou ainda mais evidente com a redução das reservas cambiais argelinas provenientes do petróleo e gás. Em 2019, as reservas somavam 57 bilhões de euros, uma queda significativa em relação aos 162,4 bilhões de euros registrados anteriormente. Esse declínio nos ativos foi agravado pela queda dos preços dos combustíveis e pela pandemia de coronavírus, levando o FMI a prever uma recessão econômica na Argélia em 2020. Por volta de 2022, a Argélia vendeu seu petróleo bruto próximo aos custos de produção, com um preço de equilíbrio fiscal de 157 dólares por barril. Durante esse período, o FMI estimou que a economia do país havia se contraído em -5,2%. O desvio de fundos e a queda nas receitas forçaram o governo argelino a adotar um corte orçamentário de 20% em 2022. Além disso, o governo interrompeu projetos estatais devido a uma redução de 50% nos gastos públicos.
Além dos efeitos negativos na economia, a corrupção também enfraquece a confiança do público nas instituições. A percepção negativa da corrupção apresentou um aumento constante desde 2015, conforme indicado pelo desempenho decrescente da Argélia no Índice de Percepção da Corrupção da Transparency International. A confiança dos investidores também é afetada pelos casos de má gestão financeira no setor público argelino. O país tem registrado uma redução nos investimentos estrangeiros devido à falta de confiança na governança nacional.